# Езекіл Фраєрс
Езекіл Фраєрс (англ. Ezekiel Fryers, нар. 9 вересня 1992, Манчестер) — англійський футболіст, захисник клубу «Крістал Пелес».

## Клубна кар'єра
Народився 9 вересня 1992 року в місті Манчестер. Вихованець футбольної школи клубу «Манчестер Юнайтед». Виступав за молодіжний та резервний склади клубу.

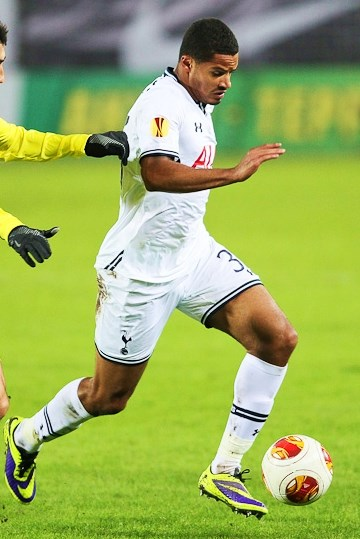
Фраєрс в «Тоттенгемі»

20 вересня 2011 року дебютував за основний склад «Манчестер Юнайтед» у матчі Кубка Футбольної ліги проти «Лідс Юнайтед», виступивши на позиції центрального захисника. 25 жовтня провів свій другий матч за клуб, зігравши проти «Олдершот Таун» на позиції лівого крайнього захисника. 2 листопада вийшов на заміну замість Джонні Еванса в матчі Ліги чемпіонів проти румунського «Оцелула». 10 грудня дебютував в Прем'єр-лізі, вийшовши замість Патріса Евра в матчі проти «Вулвергемптон Вондерерз». 
23 серпня 2012 року перейшов до бельгійського «Стандарда», підписавши з клубом дворічний контракт, проте вже через півроку, 3 січня 2013 року повернувся до Англії, підписавши контракт з «Тоттенгем Готспур». Наразі встиг відіграти за лондонський клуб 1 матч в національному чемпіонаті.

## Виступи за збірні
2007 року дебютував у складі юнацької збірної Англії, взяв участь у 15 іграх на юнацькому рівні.
2012 року викликався до складу молодіжної збірної Англії, проте на поле в її складі не виходив.

## Статистика виступів

### Статистика клубних виступів
Станом на кінець 2013 року
| Сезон                         | Команда                       | Чемпіонат                     | Чемпіонат | Чемпіонат | Національний кубок | Національний кубок | Національний кубок | Континентальні кубки | Континентальні кубки | Континентальні кубки | Інші змагання | Інші змагання | Інші змагання | Усього | Усього |
| Сезон                         | Команда                       | Ліга                          | Ігор      | Голів     | Ліга               | Ігор               | Голів              | Ліга                 | Ігор                 | Голів                | Ліга          | Ігор          | Голів         | Ігор   | Голів  |
| ----------------------------- | ----------------------------- | ----------------------------- | --------- | --------- | ------------------ | ------------------ | ------------------ | -------------------- | -------------------- | -------------------- | ------------- | ------------- | ------------- | ------ | ------ |
| 2011–12                       | «Манчестер Юнайтед»           | ПЛ                            | 2         | 0         | КА+КЛ              | 0+3                | 0+0                | ЛЧ                   | 1                    | 0                    | -             | -             | -             | 6      | 0      |
| 2012-13                       | «Стандард» (Льєж)             | ЛЖ                            | 7         | 0         | КБ                 | 0                  | 0                  | -                    | -                    | -                    | -             | -             | -             | 7      | 0      |
| 2012–13                       | «Тоттенгем Готспур»           | ПЛ                            | 0         | 0         | КА+КЛ              | 0+0                | 0+0                | ЛЄ                   | 0                    | 0                    | -             | -             | -             | 0      | 0      |
| 2013–14                       | «Тоттенгем Готспур»           | ПЛ                            | 1         | 0         | КА+КЛ              | 0+2                | 0+0                | ЛЄ                   | 5                    | 0                    | -             | -             | -             | 8      | 0      |
| Усього за «Тоттенгем Готспур» | Усього за «Тоттенгем Готспур» | Усього за «Тоттенгем Готспур» | 1         | 0         |                    | 2                  | 0                  |                      | 5                    | 0                    |               |               |               | 8      | 0      |
| Усього за кар'єру             | Усього за кар'єру             | Усього за кар'єру             | 10        | 0         |                    | 5                  | 0                  |                      | 6                    | 0                    |               |               |               | 21     | 0      |